# Togulykken ved Bad Aibling
Togulykken ved Bad Aibling var en ulykke, som indtraf tirsdag den 9. februar 2016 kl. 6.48, da to persontog kolliderede frontalt ved Bad Aibling (mellem Bad Aibling og Kolbermoor) på den enkeltsporede jernbanestrækning Holzkirchen-Rosenheim (Mangfalltalbahn).
Af de ca. 150 personer i togene omkom 11, og ca. 80 blev kvæstet, heraf 20 alvorligt. Begge togs lokomotivførere og en kørelærer var blandt de omkomne.
Togene 79505 og 79506 - der begge bestod af togsæt af typen Stadler Flirt 3 - skulle ifølge køreplanen have krydset hinanden i Kolbermoor kl 6.44.
Trafikken på strækningen drives af Bayerischer Oberlandbahn (BOB). DB Netz er ansvarlig for infrastrukturen og trafikstyringen.
Den enkeltsporede strækning har en strækningshastighed på 120 km/t og er fuldt udrustet med togkontrolsystemet PZB 90. Signalerne på stationerne Kolbermoor og Bad Aibling blev styret fra et relæsikringsanlæg af typen Sp Dr S60 i Bad Aibling.

## Efterforskning
Den tyske jernbanehavarikommission - Eisenbahn-Unfalluntersuchungstelle des Bundes - indledte den 9. februar en undersøgelse af ulykken.
Den 16. februar oplyste politiets efterforskere, at det var en menneskelig fejl, der havde forårsaget ulykken. Ifølge lederen af efterforskningen, Oberstaatsanwalt Wolfgang Giese, kunne ulykken være undgået, hvis en 39-årig stationsbestyrer havde fulgt reglerne. Medarbejderen tillod, at de to tog kørte imod hinanden på strækningen og indså for sent sin fejl. Han foretog et nødopkald kort før kollisionen, men opkaldet blev ikke besvaret. Der indledtes derfor en strafferetslig undersøgelse overfor medarbejderen, der dog ikke var tilbageholdt, da politiet mente, at han ikke udførte handlingerne med vilje.
Den 5. december 2016 blev trafiklederen/stationsbestyreren idømt 3½ års fængsel ved Landgericht Traunstein.